# Jelínek nábytek
Jelínek nábytek je česká rodinná firma vyrábějící luxusní nábytek z masivu a matrace. Vznikla roku 1897 a nachází se ve Valašském Meziříčí.

## Historie

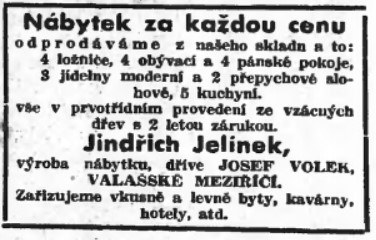
Jindřich Jelínek, Valašské Meziříčí (inzerát 1934)

Firmu založil roku 1897 stolař Josef Volek, a to v Horní Bečvě. Roku 1900 firmu přestěhoval do Vignantic a později do Valašského Meziříčí. Výrobu stolů časem rozšířil na výrobu nábytku obecně. Firma Volek již tehdy svými výrobky zásobovala banky, úřady, pojišťovny i soukromé byty. Šlo o nábytek umělecký a luxusního charakteru. První období firmy ukončila hospodářská krize a Josef Volek by nucen svou továrnu roku 1933 zavřít. V této době naopak začal podnikat Volkův zeť, Jindřich Jelínek, bývalý zaměstnanec firmy, který si prostory pronajal. Firma Jindřich Jelínek-výroba nábytku rychle rostla a postupně odkoupila zpět veškerý majetek původní firmy Volek, který byl v době krize prodán městu. 
Po skončení 2. světové války hodlal Jelínek rozšířit výrobu, k tomu však již z důvodu znárodnění podniku roku 1948 nedošlo. Podnik převzalo Lidové nábytkářské družstvo, které přijalo manžele Jelínkovy do zaměstnání. Činnost družstva a tím i výroba nábytku však byla postupně ukončena.
Roku 1991 byly veškeré budovy vráceny v restituci vnukům Jindřicha Jelínka a ti začali s obnovou firmy. Znovu začala výroba nábytku a navíc rovněž výroba ortopedických lamelových roštů a matrací. V roce 2010 byla postavena nová výrobní hala v Masarykově ulici ve Valašském Meziříčí.

## Současnost
Současnými majiteli firmy jsou Daniel a Tomáš Jelínkovi. Firma vyrábí nábytek nejen pro Českou republiku, ale vyváží jej i do zahraničí, například do Rakouska.

## Produkce
Firma vyrábí nábytek z masivu. Jedná se převážně o postele, skříně, jídelní soupravy a doplňky. Dále podnik vyrábí ortopedické zdravotní matrace, s čímž začal jako jeden z prvních v ČR. Firma vyrábí rovněž nábytek na zakázku a spolupracuje s předními českými designéry.